# Пью, Роберт
Ро́берт Пью (англ. Robert Pugh; род. 1950) — валлийский актёр кино и телевидения.

## Жизнь и карьера
Роберт Пью родился в Тинте, Маунтин Эше, и был выпускником колледжа Роуз Бруфорд в 1976 году.
Он появился в роли Гарольда Вильсона в драме 2005 года канала Channel 4 «Лонгфорд» и в роли Германа Геринга в документальной драме 2006 года канала BBC «Нюрнберг: Суд нацистов». В 2010 году Пью снялся в роли Тони в двух эпизодах сериала «Доктор Кто», «Голодная Земля» и «Холодная кровь». Он изобразил валлийского лидера Оуайна Глиндура в адаптации 2012 года канала BBC «Генрих IV».

## Фильмография

### Фильмы
- Планета ужасов (1981) — Рой
- Ночные ястребы (1981) — Кенна
- Госпиталь «Британия» (1982) — Пикет
- Священник (1994) — мистер Ансуорт
- Англичанин, который поднялся на холм, а спустился с горы (1995) — Уильямс
- Энигма (2001) — Скиннер
- Хозяин морей: На краю Земли (2003) — Джон Аллен
- Чумовые боты (2005) — Гарольд Прайс
- Царство небесное (2005) — старший брат Годфри (реж. версия)
- Последний легион (2007) — Флавий Константин Марцелий
- Призрак (2010) — Ричард Райкарт
- Робин Гуд (2010) — барон Болдуин

### Телевидение
- Спасите «Титаник» — Джеймс Фаррелл (1979)
- Нюрнберг: Суд нацистов — Герман Геринг (2006)
- Лонгфорд (2006)
- Торчвуд — (2008)
- Доктор Кто: «Голодная Земля» и «Холодная кровь» (2010)
- Убийства в Мидсомере (2011)
- Игра престолов — Крастер (2012—2013)
- Белая королева — барон Риверс (2013)
- Инспектор Джордж Джентли — шеф Льюингтон (2014)
- Атлантида — лорд Сарпедон (2014)
- Падение Ордена — магистр тамплиеров Жак де Моле
- Ярмарка тщеславия — мистер Осборн (2018)
- Страйк — Герайнт Уинн (2020)